# Pentagrama
|  | Aquest article tracta sobre la partitura musical. Vegeu-ne altres significats a «pentacle». |

El pentagrama és una pauta formada per cinc línies horitzontals, paral·leles equidistants entre si, sobre les quals s'escriuen els signes que serveixen per a escriure la música occidental. Les distàncies compreses entre les línies són els espais. Les línies i espais es compten de baix a dalt. La posició de les notes a les línies o els espais, indica l'altura relativa de cada un dels sons que componen la línia melòdica.
Les cinc línies i els quatre espais d'un pentagrama no són suficients per a abastar totes les notes possibles. Quan una línia de sons depassa aquests límits s'afegeixen petites línies per sobre i per sota de les del pentagrama anomenades línies addicionals inferiors i superiors, on es col·loquen les notes que no tenen cabuda dins del pentagrama.
Dintre del pentagrama i també per sobre i per sota s'escriuen els diferents signes musicals. Els principals són:
- Notes i silencis
- Claus
- Alteracions

A part de les notes, al pentagrama s'ubica la clau, que fixa l'altura del so i per tant, el nom dels sons a executar; l'armadura, que indica la tonalitat de l'obra o fragment, i el compàs, que indica el valor de la pulsació i la mètrica. Fora del pentagrama, per sobre o per sota s'hi afegeixen altres símbols i paraules per a indicar el caràcter de la música (afectuós, marcial...), la dinàmica (fort, fluix, creixent...) i l'articulació, entre d'altres.
A l'exemple de dalt, la clau usada és la de sol, que indica que la nota centrada a la segona línia (contant de baix a dalt) correspon al sol₃ (quatre tecles a la dreta del do central del piano). No hi ha accidents, de manera que es tracta de la tonalitat de do major. La primera i l'última nota d'aquest exemple és el do₃, que en la clau de sol s'escriu a la primera línia addicional inferior.